# Solanum douglasii
Solanum douglasii är en potatisväxtart som beskrevs av Michel Félix Dunal. Solanum douglasii ingår i släktet skattor som ingår i familjen potatisväxter. Inga underarter finns listade i Catalogue of Life.

## Bildgalleri

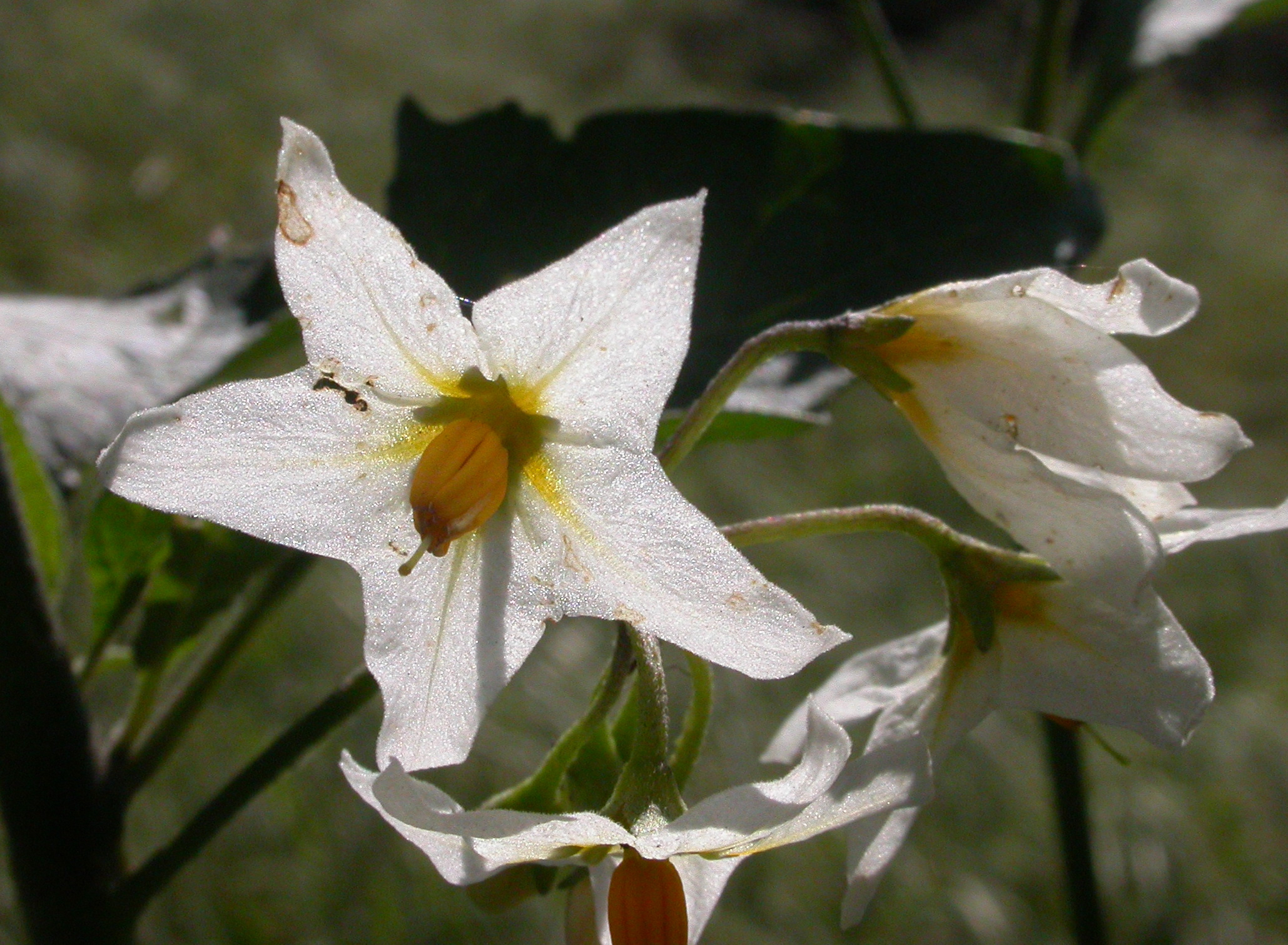
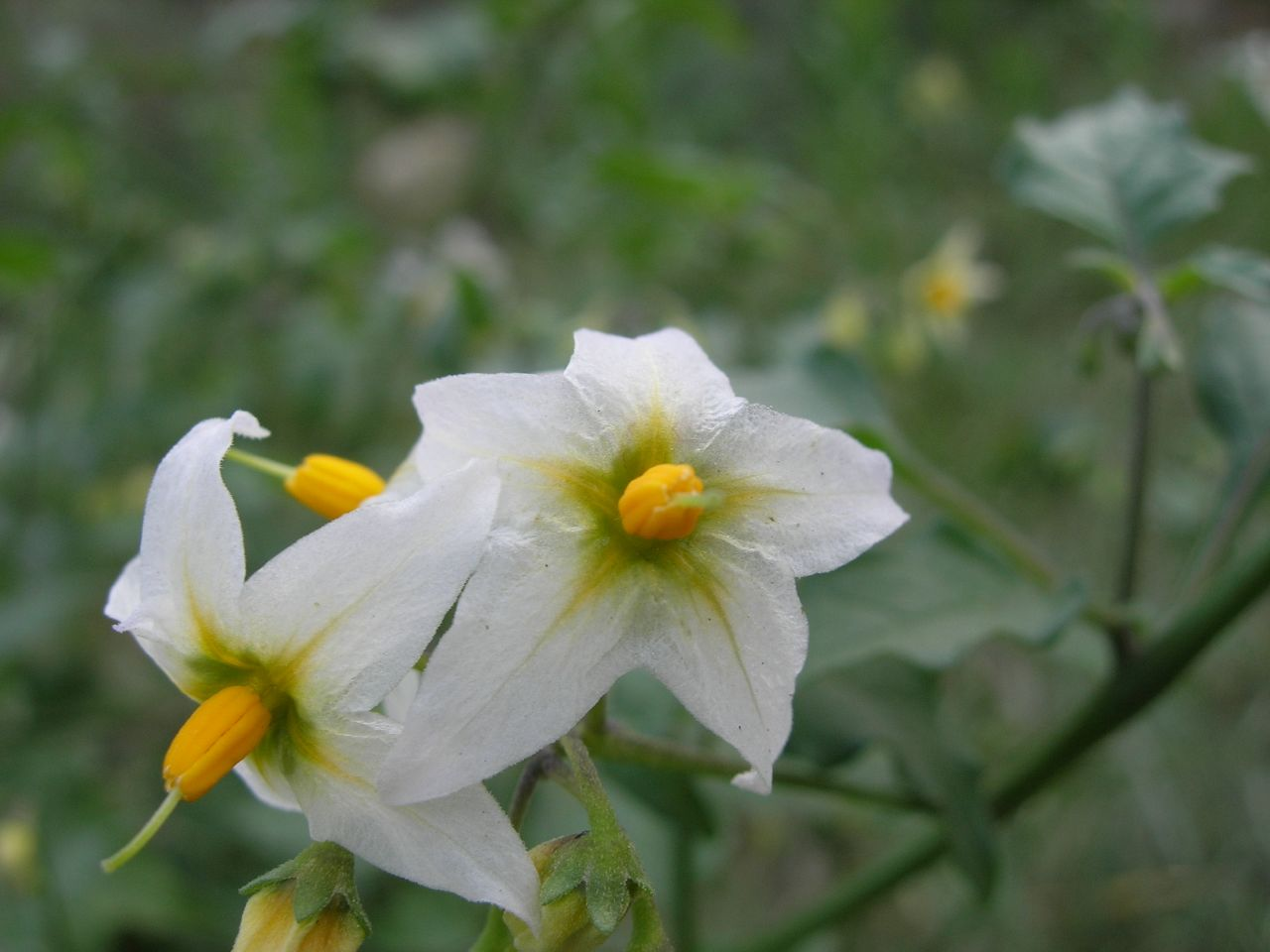